# Jean Joseph Koppes
Johannes (Jean Joseph) Koppes (Canach, 16 september 1843 – Luxemburg-Stad, 29 november 1918) was een Luxemburgs geestelijke van de Katholieke Kerk en bisschop van Luxemburg.
Johannes Koppes werd geboren als derde van twaalf kinderen van onderwijzer Jean Koppes en Anne-Marie Ernster. Drie van zijn zussen traden toe tot de Order of the Holy Cross in de Verenigde Staten, één broer werd ook priester in Noord-Amerika en een tweede in Luxemburg.
Hij bezocht het Athénée royal grand-ducal en vervolgens het seminarie van Luxemburg. In 1868 werd hij priester gewijd en vicaris van de parochiekerk van Luxemburg-Stad. De kerk werd twee jaar later verheven tot kathedraal van Luxemburg. In 1873 werd hij priester in Esch-sur-Alzette en liet er een nieuwe Sint-Jozefkerk bouwen. In 1883 werd Koppes als opvolger van de zieke Nicolas Adamas benoemd tot bisschop van Luxemburg en op 4 november 1883 door kardinaal E.H. Howard in de Santa Maria dell'Anima in Rome gewijd.
Koppes raakte met de regering in conflict over de invoering van het openbaar onderwijs in 1912, waardoor de kerk niet langer toezicht kon houden op het onderwijs. Na een beroerte in 1915 was Koppes afhankelijk van de hulp van de bisschop van Trier, omdat het Vaticaan hem geen coadjutor-bisschop wilde toekennen. Hij overleed eind 1918. De Raad van State gaf geen toestemming hem in de Luxemburgse kathedraal te begraven. Hij werd daarom net als zijn voorganger Adames in de Glaciskapel begraven. In de kapel werd een door architect Jean-Pierre Koenig ontworpen epitaaf geplaatst, uitgevoerd door Ernest Grosber, met een reliëfportret geboetseerd door Jean-Baptiste Wercollier.

## Bisschopswapen
Het bisschopswapen heeft een azuurblauw schild met een zilveren dwarsbalk, die is beladen met een azuurblauwe duif met in zijn snavel een olijftak. Boven de dwarsbalk een naar beneden stralende zilveren ster, in de voet is het wapen beladen met golven waarin een vis zwemt. De figuren in het wapen zijn symbolen van Koppes' devies PAX ET VERITAS (Vrede en Waarheid), dat verwijst naar een tekst uit 2 Koningen 20:19. Het wapen is onder aangebracht op diens epitaaf.

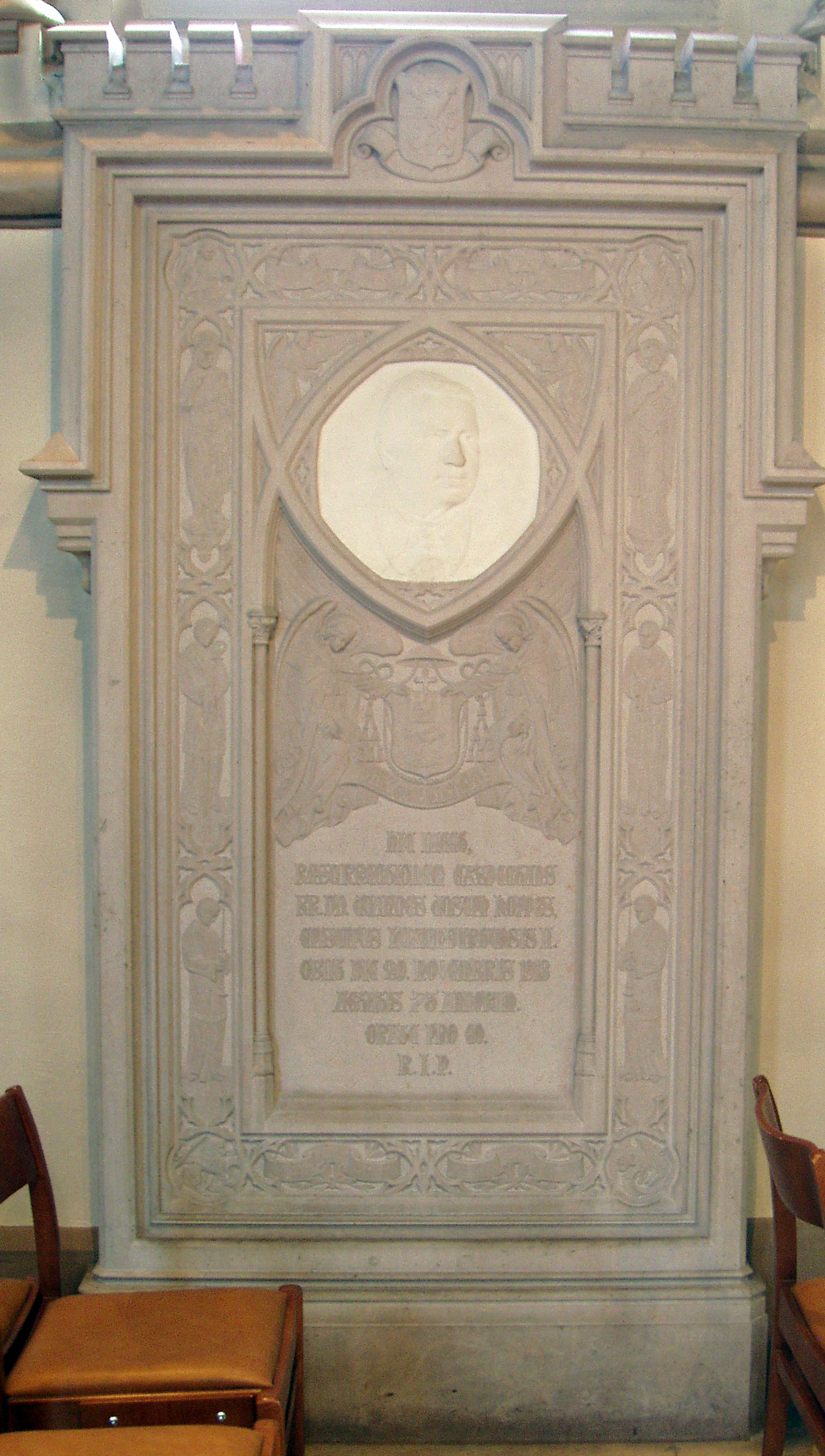
Epitaaf van Koppes (1921)

- Gemeinsame Normdatei: 140630228
- International Standard Name Identifier: 0000 0000 7705 9212
- Library of Congress Control Number: n00090641
- Virtual International Authority File: 107303621
- WorldCat: E39PBJwmTwFyVgggWDx4V7C84q